# 瓦谷戸窯跡
瓦谷戸窯跡（かわらやとかまあと）または瓦谷戸窯跡群（かわらやとようしぐん）は、東京都稲城市大丸にあった、奈良時代（8世紀）の窯跡。武蔵国の国府と国分寺の屋根瓦を製造、供給していた瓦工房として貴重な発見が多々あり、窯跡と出土品が、それぞれ都指定の旧跡と都指定有形文化財（考古資料）になった。

## 概要
川崎街道沿いの稲城市大丸15番地にあり、江戸時代から瓦が出土するので「瓦谷戸」と呼ばれていた。1956年（昭和31年）には当時の稲城村が発掘して窯跡2基を発見した。
1998年（平成10年）3月3日から8月17日にかけ、川崎街道拡幅工事のため、稲城市による第2次調査（A地点・B地点・C地点）が行われた。A地点からA号窯跡と灰原（窯で瓦や陶器を焼いた時に出た灰や、割れてしまったものを棄てる場所）1箇所、B地点からB号窯跡、C地点から灰原1箇所が見つかった。
これらの窯跡や灰原から出土した瓦や「磚」（レンガ板）は、同地から約4キロメートル北にある武蔵国分寺の創建期のものと、武蔵国府庁舎用に製造されたものだった。瓦谷戸窯跡の東方1.7キロメートルにあった「大丸遺跡」でも須恵器窯と瓦窯跡が見つかっていて、そちらの窯跡では、8世紀の前半に須恵器を焼き始めたが、8世紀中頃に武蔵国分寺創建期の瓦を焼いてから製造を終了しているので、瓦谷戸窯跡は大丸遺跡の瓦窯が移動してきたものだとわかった。
A号窯跡は登窯と思われるものの現代の工事による損傷が激しく残りが良くなかったが、B号窯は地下式・有階・有段の登窯で、ほぼ完全な状態でみつかった。B号窯は、内部に瓦を焼くための階段状の平場が7段築かれており、段の一部には製品を置きやすくするため方形の「磚」を敷いていた。
また、燃焼室右側の壁に「三頭の馬」を描いた線刻壁画が刻まれていて、全国初の発見となった。
さらに出土した瓦や磚には文字が刻まれたものがあり、そのうちの一つで1辺28センチメートル四方の磚には『蒲田郷長謹解申、武蔵国荏原郡（かまたごうのおさつつしみてげしもうす。むさしのくにえばらぐん）』と読めるものがあった。これは現在の東京都大田区蒲田付近にあった「蒲田郷」の郷長が、現在の品川区・大田区付近にあり、上級庁にあたる荏原郡の郡衙にあてた「解」（上申文）と見られている。ほかにも、武蔵国内の郡名が刻まれた瓦や磚が多数出土しているので、国分寺造営や瓦生産の賦役に関して、国衙→郡衙→郷→戸という大規模な指揮体制が組まれていたことを示す資料となった。
貴重な発見が多く、窯跡は都指定の旧跡に指定され、出土した瓦などは都指定の有形文化財（考古資料）だが、窯跡の場所は現在崖地になり立ち入りができない。ただし出土品は稲城市平尾にある複合施設ふれんど平尾内の稲城市郷土資料室にて保有、展示されていて誰もが見られるようになっている。

## 参考図書
- 瓦谷戸窯跡群調査団 編『瓦谷戸窯跡群』都内遺跡調査会瓦谷戸窯跡群調査団、1999年9月30日。
- 稲城市教育委員会生涯学習課（編）「発掘された瓦谷戸窯跡」『文化財ノート』第42号、稲城市、2002年3月29日。
- 稲城市教育委員会生涯学習課（編）「大丸遺跡（その二）-奈良時代の瓦窯跡-」『文化財ノート（再版）』第25号、稲城市、2011年3月4日。